# Andrei Zigmantòvitx
Andrei Vikentièvitx Zigmantòvitx també anomenat Zihmantovitx (2 de desembre de 1962 a Minsk) és un jugador de futbol de soviètic i posteriorment Belarús. Penjades les botes, Zigmantovitx s'ha dedicat a l'àrea tècnica de diversos clubs de futbol, com al FBK Kaunas lituà. Durant la seva carrera ha jugat en diversos equips com el Dinamo Minsk, el FC Groningen i més tard en el Racing de Santander al costat dels davanters Dimitri Popov i Dimitri Radtxenko. Va guanyar la lliga soviètica de 1982. També va disputar la Copa Mundial de Futbol de 1990. Més tard va representar la selecció de Belarús.